# エイト・ヘッズ
エイト・ヘッズ（原題：8 Heads in a Duffel Bag）は、1997年のアメリカ・イギリスのブラックコメディ映画。出演はジョー・ペシ、クリスティ・スワンソン、デヴィッド・スペードなど。『いまを生きる』『ミクロキッズ』等で有名な脚本家トム・シュルマンの初監督作品。1998年度ブリュッセル国際ファンタスティック映画祭におけるシルバー・レイヴン賞受賞作。

## あらすじ
トミー・スピネリという殺し屋がいた。彼はベニーとリコに頼まれて、マフィアの縄張りを奪おうとして殺害された荒くれヒューゴ一味の8人の生首を殺害の証拠として、マフィアのボスに翌日の昼までに届ける仕事を請け負う事になった。早速、トミーは8人の生首をダッフルバッグに詰めて民間機に乗り込むが、着陸先の空港で荷物を取り違えた事に気が付く。奇遇にもそのバッグは、航空機内で隣の席に座っていた男チャーリー・プリシェットのバッグであった。トミーはチャーリーのありかを探し出そうと、チャーリーの友人であるアーニーとスティーブの元へ向かう。
その頃、チャーリーは恋人のローリーと彼女の両親に会うためメキシコへ向かっていた。真っ先にバッグの中身に気づいたのはローリーの母アネット。彼女は精神的混乱に陥ってしまう。それから間もなくチャーリーとローリーも生首を発見し、二人は頭を砂漠に埋めようとするが、暴漢に車を盗まれる騒ぎが起こってしまう。そこでチャーリーは、大学にレポートを提出し忘れたことにして、誰にも気づかれずに首を返すことを思いつき、空港へ向けて荷造りをするが、ローリーの父ディックが間違えて生首の入ったバッグを持ち込んだ為、逮捕されてしまった。
チャーリーが生首を1つ失くしてしまったので、トミー、アーニー、スティーブの3人は、代わりの生首を探しに遺体を保存しているという人体冷凍保存研究所を探し始める。交換用の頭部を手に入れたトミーたちは、飛行機に乗ってメキシコへ向かう。更に空港での逮捕騒ぎを聞きつけたベニーとリコも、頭部を回収しようと動き始める。
ディックの母、ファーンがメキシコに到着すると、トミーは彼女たちを人質に取り、チャーリーが生首を探すのを手伝わせる。そして、盗まれた車からコヨーテが頭の一つを持ち去ったことを突き止める。トミーはまた、ベニーとリコが、時間内に国境を越えて頭を手に入れなければ、自分を殺すつもりであることを悟る。
チャーリーとローリーは父親の無実を証明するため、切断された頭部を空港に運ぶ。ベニーとリコは介入しようとするが、結局逮捕されてしまう。トミーとチャーリーが二人をはめたのだった。トミーは無事に頭部を飛行機に持ち込み、チャーリーとローリーは結婚する。

## キャスト
- トミー・スピネリ：ジョー・ペシ（山野史人）
- チャーリー・プリチェット：アンディ・コモー（松本保典）
- ローリー・ベネット：クリスティ・スワンソン（唐沢潤）
- ディック・ベネット：ジョージ・ハミルトン（小川真司）
- アネット・ベネット：ダイアン・キャノン（雨蘭咲木子）
- アーニー：デヴィッド・スペード（中原茂）
- スティーブ：トッド・ルイーゾ（岩崎ひろし）
- ベニー：ジョー・バジル（中田和宏）
- リコ：アンソニー・マンガーノ
- レベッカ：ミシェル・ヴィース
- ファーン：アーネスティン・マーサー

## 製作
1993年4月、トム・シュルマンがキャラバン・ピクチャーズのために原作を書き、本作が監督デビュー作となることが発表された。
ウィル・スミスに共演のオファーがあった。スタジオはその役に1000万ドルを提示するも、結局担当することは無く、デヴィッド・スペードが演じる事となった。